# Lords of the Realm II
Lords of the Realm II là tựa game chiến lược theo lượt do hãng Impressions Games phát triển và Sierra Entertainment phát hành vào năm 1996. Đây là phần thứ hai của dòng game Lords of the Realm, ít lâu sau vào năm 1997 nhà sản xuất đã cho phát hành bản mở rộng mang tên Lords of the Realm II: Siege Pack bao gồm nhiều bản đồ và nhiều loại binh chủng mới hơn. Phiên bản kế tiếp với nhiều thay đổi Lords of the Realm III được phát hành vào năm 2004.

## Cốt truyện
Lords of the Realm II lấy bối cảnh nước Anh thời Trung Cổ với một cốt tuyện đậm nét phong kiến. Năm 1268, đức vua băng hà, đất nước sương mù rơi vào cuộc chiến tranh hỗn loạn giữa các nhà quý tộc. Mỗi người hùng cứ một phương, thi nhau bành trướng thế lực, mở rộng đất đai. Kẻ chiến thắng cuối cùng trong cuộc chiến tranh này sẽ trở thành người ngự trị trên ngai vàng Anh quốc. Người chơi sẽ là một trong những nhà quý tộc đó với mục tiêu phải cai trị lãnh thổ của mình sao cho quốc lực dồi dào, dân chúng an cư lạc nghiệp, binh hùng tướng mạnh để chinh Nam phạt Bắc, tiêu diệt các thế lực cát cứ, hoàn thành đại nghiệp thống nhất giang sơn Vương quốc Anh.

## Lối chơi
Lords of the Realm II có hai chế độ hình ảnh khác nhau. Khi bình thường thì chơi ở dạng màn hình giống như giao diện của game Civilization, còn khi lâm trận thì chơi ở dạng như của Warcraft. Game có chất lượng hình ảnh rất khá và không cần đến kỹ thuật 3D. Chế độ màu mặc định của game là 256 màu. Nếu Windows được đặt ở chế độ này thì người chơi có thể chuyển đổi màn hình game giữa hai dạng: full screen và windows. Nếu chế độ màu của người chơi đặt nhiều hơn 256 màu thì vẫn chơi được bình thường, chỉ có điều là phải chấp nhận chơi ở chế độ full screen mà thôi. Ngoài ra phần âm thanh của trò chơi rất hay, đặc biệt là nhạc nền mang đậm màu sắc châu Âu thời Trung Cổ khá phù hợp với bối cảnh trong game.

### Xây dựng kinh tế
Người chơi sẽ vào vai một trong những nhà quý tộc đó và cai trị lãnh thổ của mình sao cho dân chúng hạnh phúc, của cải dồi dào thì mới có thể chinh bá đồ vương được. Khởi đầu game chỉ cấp cho người chơi vỏn vẹn 5000 đồng tiền vàng, một ngôi làng nhỏ với một mỏ sắt hoặc mỏ đá tùy địa thế, một vài mảnh ruộng trong đó có những mảnh chưa canh tác, một cánh rừng để lấy gỗ và một số nông dân thưa thớt. Việc đầu tiên rất quan trọng trong việc xây dựng nền kinh tế vững mạnh là phải điều chỉnh cán cân giữa nông và công nghiệp sao cho cung cầu đạt mức tối ưu. Để điều hành nông nghiệp có nghĩa là người chơi sẽ chuyển một số thường dân ra làm ruộng hoặc chăn nuôi bò. Riêng việc tạo dựng nền công nghiệp có nghĩa là người chơi sẽ điều một số thường dân sang làm thợ rèn nhằm tạo ra vũ khí các loại phục vụ cho quân sự, thợ khai thác mỏ, hay chỉ đơn thuần là những tiều phu.
Trong game người chơi có thể điều chỉnh chúng bằng nhiều cách và có thể thay đổi cán cân giữa nông và công nghiệp ở bất kỳ thời điểm nào. Hơn nữa, Lords of the Realm II dùng giao diện điều khiển theo kiểu kéo và thả (Drag and Drop) như trong Windows nên người chơi sẽ không cảm thấy khó khăn hay nhàm chán khi cứ phải liên tục điều chỉnh mọi thứ. Mỗi động tác thay đổi của người chơi sẽ ảnh hưởng đến nhiều lĩnh vực, trong đó quan trọng nhất là số lương thực sản xuất ra và chỉ số hạnh phúc của dân chúng. Chỉ số hạnh phúc của dân chúng là then chốt của vấn đề. Bởi lẽ dân chúng hạnh phúc hay đau khổ, hài lòng hay bất mãn sẽ là nguyên nhân của mọi chuyện xảy ra. Nếu dân không hạnh phúc thì dĩ nhiên chỉ số gia tăng dân số sẽ ngày càng tuột dốc, dân ư các vùng phụ cận không còn đổ xô về sống trong lãnh địa của người chơi nữa, hậu quả là dân số ngày càng giảm, kéo heo lượng dân lao động giảm và lương thực sản xuất ra sẽ giảm theo. Chuyện còn tồi tệ hơn khi xảy ra những nạn dịch. Nạn dịch làm cho dân chúng bất mãn hơn và lánh xa vùng đất của người chơi khiến dân số teo tóp lại nhanh chóng. Một khi lãnh địa có quá ít dân thì số lượng quân cũng ít không kém, tình trạng này mà kéo dài hơn nữa sẽ khiến quốc lực suy yếu, tạo miếng mồi béo bở cho các lãnh chúa láng giềng cất quân xâm phạm bờ cõi và chớp thời cơ tiêu diệt người chơi dễ như trở bàn tay.
Ngoài ra chuyện tiền bạc cũng quan trọng không kém. Nếu thu nhập trong lãnh địa của người chơi gia tăng đáng kể thì có thể dùng tiền vào nhiều việc, chẳng hạn như mua nguyên liệu mà vùng đất của mình không có, mua thêm lương thực (lúa mì hoặc bò) khi lương thực sản xuất ra ông đủ đáp ứng nhu cầu của người dân, mua thêm vũ khí và tuyển mộ lính đánh thuê, v.v... Người chơi cũng có nhiều cách kiếm tiền trong game nhưng cơ bản nhất là đánh thuế. Thuế nhiều hay ít phải tùy thuộc vào tình hình dân số cũng như chỉ số hạnh phúc của dân chúng. Nếu dân đang bất mãn mà người chơi đánh thuế nhiều thì đó là hành động tự sát bởi việc này sẽ châm ngòi cho một cuộc lật đổ. Mức thuế sẽ phải thay đổi liên tục trong quá trình chơi tùy vào tình hình cụ thể, thí dụ như khi dân chúng đang không hài lòng với cách cai quản của người chơi, chỉ số hạnh phúc đang tuột dốc thì cần giảm thuế, thậm chí có thể không đánh thuế để khôi phục lòng dân.

### Chinh phạt lân bang
Trong thực tế, người chơi không phấn đấu để trở thành một vị minh quân, cũng không phải để trở thành người trị vì được dân chúng mến mộ mà mục tiêu chính là chiếm hữu ngai vàng của nước Anh, nói cách khác là làm cách nào để xâm chiếm lãnh thổ của các nhà quý tộc khác. Trước khi tính đến chuyện chinh nam phạt bắc thì đầu tiên phải nghĩ đến bảo vệ lãnh địa của riêng mình và cách tốt nhất là xây một dinh lũy. Nếu có dinh lũy thì quân địch bắt buộc phải tấn công dinh lũy trước rồi sau đó mới có thể đánh chiếm các vùng lãnh thổ khác.
Trong Lords of the Realm II có tới năm loại thành lũy, hai trong số đó là những thành lũy cực kỳ thô sơ, được xây dựng bằng gỗ, còn ba cái còn lại làm bằng đá rất chắc chắn. Khi chọn kiểu thành để xây dựng thì người chơi nên lưu ý đến tình trạng lãnh thổ. Nếu lãnh địa đang còn nghèo khổ mà xây một cái lâu đài hoành tráng có hào nước bao quanh thì sẽ tốn kém chi phí, người dân ta thán và quốc khố trống rỗng. Mỗi loại thành lũy sẽ cần số lượng quân đồn trú khác nhau; pháo đài càng lớn thì lượng quân đồn trú này càng đông và ngược lại. Người chơi có thể tạo bất kỳ binh chủng nào để đưa vào giữ thành, đồng thời tạo thành liên minh với một kẻ nào đó, nhưng tốt hơn hết là chọn những kẻ ở gần mình nhất. Nếu vị lãnh chúa của vùng đất đó chấp nhận hòa ước liên minh thì người chơi nên nhớ rằng đó cũng chỉ là một hòa ước giả tạo nhằm tranh thủ thời gian thôi, tức là sớm muộn gì tên lãnh chúa ấy cũng sẽ cử quân đánh mình, do vậy hãy đề phòng. Còn nếu người chơi trị quốc không giỏi bằng tên quý tộc láng giềng, tức là nước liên minh với mình luôn mạnh hơn mình, thì hay hơn hết là "mượn gió bẻ măng".
Người chơi hãy yêu cầu quân đồng minh cùng tiến đánh một nước thứ ba. Rồi cũng cử một đạo quân đi cùng với quân đồng minh, nhưng lùi xuống phía sau để quân đồng minh vây thành rồi thì quân mình đi đi vòng vòng phá hủy hậu phương của nước thứ ba. Như vậy, giả sử quân đồng minh thua thì rút quân về, quân nước thứ ba khi đó thế nào cũng què quặt, hậu phương tiêu điều mà nước đồng minh thì hao đi một số quân. Nếu ngược lại, quân đồng minh thắng thì khi đó lãnh thổ mà hắn chiếm được đã suy tàn, sau này chiếm lại cũng dễ hơn nhiều. Người chơi nên nhớ rằng mục tiêu của game là làm bá chủ vương quốc Anh, cho nên đừng tin vào giao ước giữa nước mình với đồng minh. Thực chất bản hòa ước chỉ là trò bịp bợm nhằm kéo dài thời gian mà thôi.

### Các loại thành lũy
- Wooden Palisade – Loại thành lũy cơ bản này được xây dựng ở nước Anh vào khoảng năm 1000 trước Công nguyên. Đây là loại thành lũy cực kỳ thô sơ mà người chơi có thể có trong những ngày đầu. Nó chỉ gồm một vòng rào dựng bằng những thanh gỗ đã chuốt nhọn đầu mà thôi. Và vòng rào của nó chẳng bảo vệ được cho ai ngoại trừ chính bản thân người chơi vì các nhà dân vẫn nằm ngoài vòng rào. Loại thành lũy này có lẽ chỉ để ngăn cản bọn trộm cắp vặt vãnh. Trên thực tế, chỉ một mồi lửa nhỏ cũng đủ làm biến mất công trình kiến trúc này nên người chơi hãy thoát khỏi Wooden Palisade càng nhanh càng tốt. Để tấn công thành lũy này, xe bắn đá là loại vũ khí thích hợp nhất.[2]
- Motte and Bailey – Loại này từng được người Norman sử dụng rộng rãi từ sau năm 1066. Đây là loại thành lũy được xây dựng rất mau chóng và tương đối vững mạnh. Lịch sử ghi nhận rằng người ta có thể xây dựng xong thành lũy này chỉ trong một mùa hè. Cải tiến lớn nhất của kiến trúc này là một hào nước bao quanh khu vực chính gồm có tòa tháp và chuồng ngựa ở phía dưới chân, là khu vực cư ngụ của lãnh chúa. Trên các cửa sổ của tháp, người ta có bố trí sẵn chỗ núp cho các cung thủ. Ngoài a, nối với khu vực này còn có một bức tường rào nữa cũng bằng cây chuốt nhọn đầu bao bọc xung quanh khu cư ngụ của dân chúng, điều này đã ít nhiều làm tăng sự vững mạnh của công trình. Các công trình phụ như chuồng ngựa, nhà thờ, nhà rèn, kho lương thực. Bây giờ đều đã được hàng rào gỗ bảo vệ. Đáng tiếc là công trình này cũng chỉ đủ sức ngăn cản những đám quân ăn cướp được tổ chức cẩu thả và trang bị thô sơ. Nếu được chỉ huy tốt, thành lũy cũng có thể đương đầu với những toán quân nhỏ. Điểm yếu nhất của thành lũy là hai cánh cổng không có hào nước bảo vệ.[2]
- Norman Keep – Loại này được phát triển chỉ một thời gian ngắn sau cuộc xâm chiếm nước Anh của vua William năm 1066 và nó đã nhanh chóng trở thành một loại lâu đài khuôn mẫu. Mặc dù Norman Keep được trang bị các khí cụ giữ thành lợi hại như bi lửa, dầu sôi, các tháp cung, cửa sắt, v..v... nhưng rất tiếc là vì kích thước của nó tương đối nhỏ, lại không có hào nước xung quanh nên quân công thành có thể dễ dàng phá thành bằng các máy bắn đá từ xa.[2]
- Stone Castle – Loại này được giới thiệu như một lâu đài kiểu mẫu của vua Edward I vào giữa năm 1268 và năm 1307. Là một trong những vị vua hùng mạnh nhất trong lịch sử nước Anh, Edward hiểu rằng lâu đài là biểu tượng cho quyền lực của hoàng gia và cũng là công cụ để chinh phục, vì vậy nhà vua đã cho xây dựng hàng loạt lâu đài kiểu này trên khắp xứ Wales nhằm thiết lập và củng cố quyền lực của mình; chính nhờ vậy mà loại lâu đài này trở nên phổ biến và được xem là một chuẩn mực mới. Loại lâu đài này gọi là Edwardian được thiết kế và xây bởi những kiến trúc sư Thập tự quân theo nghệ thuật kiến trúc Trung Đông. Lâu đài được phòng thủ bằng những bức tường thành bằng đá rắn chắc. Các tháp canh ở góc ngoài các lỗ châu mai cho cung thủ còn được bố trí xe bắn đá ở nhiều hướng. Đây là loại lâu đài thực sự vững chắc, nhất là khi quân phòng thủ gồm nhiều cung thủ thì việc đánh chiếm nó không dễ gì mà làm được.[2]
- Royal Castle – Là loại lâu đài kiểu Edwardian được cải tiến. Bao quanh lâu đài bây giờ còn có một hào nước nhằm ngăn cản quân địch áp sát mặt thành. Các lỗ châu mai cũng được bố trí dày đặc hơn. Các đường đi bên trong lâu đài được thiết kế lại khiến cho binh lính di chuyển nhanh và an toàn hơn. Sau thành công vang dội và mỹ mãn của vua Edward vào năm 1283, loại lâu đài này đã trở thành biểu tượng cho uy quyền của Hoàng gia trong suốt Triều đại Edward. Trở ngại duy nhất khi muốn xây dựng loại lâu đài này là nó ngốn một khoản ngân sách không nhỏ. Tuy vậy, nó vẫn là cái đích nhắm đến của nhiều vị lãnh chúa khi muốn chứng tỏ uy quyền và sức mạnh trong những năm tháng vàng son của Vương quốc Anh.[2]